# I-63 (sous-marin)
Pour les articles homonymes, voir I-63.
Le I-63 (イ-63) est un sous-marin japonais de la classe Kaidai (伊号第五三潜水艦, I-gō Dai-Hyaku-gojūsan sensuikan, classe I-53/I-153) de la sous-classe Kaidai IIIb (Type KD3b, Kaidai 3 gata b (海大III型b?)) construit pour la marine impériale japonaise. 
Il a été coulé lors d'une collision accidentelle avec son navire-jumeau I-60 avec la perte de la plupart de son équipage au début de 1939. L'épave a été récupérée l'année suivante et mise à la ferraille.

## Contexte
Après la Première Guerre mondiale, la marine impériale japonaise a réévalué l'utilisation de la guerre sous-marine comme élément de stratégie de flotte en raison du déploiement réussi de croiseurs-sous-marins à long rayon d'action pour les raids commerciaux des principales marines de combat. Les stratèges japonais en sont venus à réaliser les possibilités d'utilisation de l'arme pour la reconnaissance à longue portée, et dans une guerre d'usure contre une flotte ennemie qui s'approchait du Japon. Deux grands sous-marins japonais à longue portée avaient déjà été construits dans le cadre du programme de la flotte des Huit-six en tant que prototypes (I-51 et I-52), mais l'arrivée le 20 juin 1919 de sept U-boote allemands reçus par le Japon en réparation de guerre à la fin de la Première Guerre mondiale a conduit à une refonte complète. Les Japonais ont rapidement embauché des centaines d'ingénieurs et de techniciens de sous-marins allemands et d'anciens officiers de sous-marins allemands au chômage à la suite de la défaite de l'Allemagne pendant la Première Guerre mondiale, et les ont fait venir au Japon dans le cadre de contrats de cinq ans. L'ONI (Office of Naval Intelligence) américain a estimé que quelque 800 conseillers allemands s'étaient rendus au Japon à la fin de 1920. Les Japonais ont également envoyé des délégations en Allemagne, et ont participé activement à l'achat de nombreux brevets.

## Description
Les sous-marins de la sous-classe KD3B ont été des sous-marins de croisière de conception japonaise produits en série. Ils étaient essentiellement des reproductions de la précédente sous-classe KD3A avec des modifications mineures pour améliorer la tenue en mer.
Ils ont un déplacement de 1 829 tonnes en surface et 2 337 tonnes en immersion. Les sous-marins mesuraient 100 mètres de long, avaient une largeur de 8 mètres et un tirant d'eau de 4,82 mètres. Les sous-marins permettaient une profondeur de plongée de 60 m et un possédaient un effectif de 60 officiers et membres d'équipage. La coque avait presque les mêmes dimensions extérieures que celle du I-52, mais l'épaisseur accrue de la coque intérieure permettait une profondeur de plongée de 60 mètres. Le volume intérieur a été légèrement augmenté en rendant la coque légèrement trapézoïdale en section transversale, au prix de 300 tonnes de déplacement supplémentaire. Les différences externes comprenaient un coupe filet anti-sous-marin à la proue, ainsi qu'un joint torique pour le remorquage.
Sulzer a été retenu comme fabricant des moteurs diesel, dont les performances étaient légèrement supérieures à celles des moteurs du I-52. Pour la navigation de surface, les sous-marins étaient propulsés par deux moteurs diesel de 3 400 cv (2 535 kW), chacun entraînant un arbre d'hélice. En immersion, chaque hélice était entraînée par un moteur électrique de 900 chevaux-vapeur (671 kW). Ils pouvaient atteindre 20 nœuds (37 km/h) en surface et 8 nœuds (15 km/h) sous l'eau. En surface, les KD3A avaient une autonomie de 10 000 milles nautiques (19 000 km) à 10 nœuds (19 km/h); en immersion, ils avaient une autonomie de 90 milles nautiques (170 km) à 3 nœuds (5,6 km/h).
Les sous-marins étaient armés de huit tubes lance-torpilles internes de 53,3 cm, six à l'avant et deux à l'arrière. Ils transportaient une recharge pour chaque tube, soit un total de 16 torpilles. Ils étaient également armés d'un canon de pont de 120 mm (4,7 in) pour le combat en surface.

## Construction
Construit par l'Arsenal naval de Sasebo au Japon, le I-63 a été mis sur cale le 12 août 1926,. Il a été lancé le 28 septembre 1927. Il a été achevé et mis en service le 20 décembre 1928,.

## Histoire de service
Lors de sa mise en service, le I-63 fut affecté à la 28e division de sous-marins, dans laquelle il passa toute sa carrière sous les ordres du capitaine de corvette (海軍少佐 (Kaigun-shōsa)) Yatsushiro Sukeyoshi. La division fut affectée au District naval de Sasebo le 24 décembre 1929, puis fut réaffectée au 2e escadron de sous-marins de la 2e Flotte de la Flotte combinée le 1er décembre 1930, à la 1er escadron de sous-marins de la 1re Flotte de la Flotte combinée le 1er décembre 1932 et à la division de défense de Sasebo dans le District naval de Sasebo le 15 novembre 1933. Le 20 mars 1934, le I-63 a été désarmée et mise en réserve, et pendant qu'il était en réserve, la 28e division de sous-marins a été réaffectée à l'escadron de garde de Sasebo le 15 novembre 1934.
Le 15 novembre 1934, la 28e division de sous-marins est à nouveau affectée au 2e escadron de sous-marins de la 2e Flotte, et le I-63 est remis en service ce jour-là. Le 7 février 1935, il quitte Sasebo pour une croisière d'entraînement dans les îles Kouriles, croisière qui se termine par son arrivée dans la baie de Sukumo le 25 février 1935. Il quitte Sasebo le 29 mars 1935 pour une croisière d'entraînement dans les eaux chinoises et revient à Sasebo le 4 avril 1935. Le 15 novembre 1935, la 28e division de sous-marins est de nouveau affectée au 1er escadron de sous-marins de la 1re Flotte.
Le 27 mars 1937, le I-63 appareille de Sasebo pour une croisière d'entraînement dans les environs de Tsingtao, en Chine, qu'il conclut par son arrivée dans la mer d'Ariake le 6 avril 1937. La 28e division de sous-marins est réaffectée à l'escadron de défense de Sasebo dans le district naval de Sasebo le 1er décembre 1937, puis au 1er escadron de sous-marins de la 1re Flotte le 15 décembre 1938.

### Perte
En janvier 1939, le I-63 se met en route pour des exercices de la Flotte. Au cours de ces exercices, son navire-jumeau (sister ship), le sous-marin I-60, l'a accidentellement éperonné le 2 février 1939 dans le détroit de Bungo au large de Kyushu,,. Le I-63 a coulé avec la perte de 81 hommes,. Son commandant et six membres d'équipage ont été secourus,.
Le 2 février 1939 dans le détroit de Bungo, à 52 milles nautiques (96 km) au nord-ouest du phare de Mizunoko, au petit matin, les sous-marins du 1er escadron de sous-marins font route vers leurs stations assignées pour participer à des attaques simulées contre des navires de surface à partir de 7h30.
Le I-63, sous les ordres du capitaine de corvette (海軍少佐 (Kaigun-shōsa)) Sano Takao arrive à sa station prescrite au large du phare de Mizunoko. À 04h30, il arrête ses moteurs diesels et attend le lever du soleil avec tous les feux allumés.

Le I-60 du capitaine de corvette Nakagawa Hajime fait surface et se dirige lui aussi vers son poste assigné à 12 nœuds (22 km/h). À la suite d'une erreur de navigation, il traverse la zone assignée au I-63. Vers 5h00, l'officier de quart du I-60 aperçoit deux lumières blanches dans la pénombre. Les vigies les confondent avec deux sampans légèrement espacés. L'officier de quart décide de passer entre les bateaux de pêche. Lorsqu'il se trouve à environ 220 mètres, il se rend compte de son erreur et tente de faire demi-tour, mais il est trop tard!.

À bord du I-63, le capitaine de corvette Sano, convoqué sur la passerelle, donne les ordres : "En avant toute, plein gaz!" et "Fermez toutes les portes étanches!" mais il est trop tard! Le I-60 éperonne le I-63, ouvrant le ballast tribord et le compartiment des machines auxiliaires. En quelques minutes, le I-63 coule par 320 pieds (100 m) de fond, emportant 81 hommes avec lui. Le I-60, dont le réservoir de flottabilité avant a été écrasé, sauve le capitaine de corvette Sano et six hommes d'équipage.

Après l'accident, une cour d'enquête constate que le I-60 avait des procédures de veille insatisfaisantes et une gestion inadéquate des officiers de quart. La cour conclut également que l'erreur de navigation du I-60 a contribué à l'accident. Le capitaine de corvette Nakagawa, qui, au moment de la collision, se trouvait hors de la passerelle et en dessous, assume l'entière responsabilité de l'accident. Il est jugé par la cour martiale et suspendu de ses fonctions. Il sera promu capitaine de frégate plus tard par ses contemporains.
En attendant d'être renfloué, le I-63 a été réaffecté à des fins administratives à la 4e réserve du district naval de Sasebo, à compter de la date de son naufrage. Son épave a été récupérée en janvier 1940 et mise à la ferraille à Kure,. 
Il a été rayé de la liste de la marine le 1er juin 1940.